# فيكتور ألارد
فيكتور ألارد هو قاضي وسياسي كندي، ولد في 1 فبراير 1860 في كندا، وتوفي في 3 يونيو 1931 في مونتريال في كندا. حزبياً، نشط في Conservative Party of Quebec (historical) ‏. وقد انتخب عضو الجمعية الوطنية في كيبك ‏.